# René van den Berg
René van den Berg, né le 13 mai 1891 à Liège (Belgique) et mort le 20 août 1962 à Saint-Palais-de-Négrignac (France), est un éditeur d'origine belge.
Il installe sa librairie à proximité du quartier latin à Paris (au 120, boulevard du Montparnasse), où il reçoit de nombreux peintres et écrivains qui feront partie des mouvements artistiques majeurs de l'entre-deux-guerres, en particulier les surréalistes. Il y côtoie beaucoup de ses compatriotes belges, attirés à Paris par l'intense activité intellectuelle qui y règne à cette époque. Associé à Louis Enlart au sein de sa maison d'édition, il publie principalement des livres de belle facture. En 1933, il diffuse Présence - Revue mensuelle de littérature, philosophie, beaux-arts, musique

## Biographie
René van den Berg, commence sa vie professionnelle en Malaisie, envoyé dans les plantations de caoutchouc du banquier belge Adrien Hallet, son oncle. Il y rencontre Henri Fauconnier (futur prix Goncourt 1930 pour Malaisie) lui-même planteur, qui lui présentera sa sœur Geneviève Fauconnier. Il l'épouse en 1915 à Kuala Lumpur(elle obtiendra le prix Femina en 1933 pour Claude).

## Œuvres éditées (aperçu)
- Franz Hellens et Henri Michaux, Le Cas Lautréamont, Revue Le Disque vert, n° spécial, en 1925
- Jules Romains, Knock, illustré de gravures à l'eau forte d'Édouard Goerg, en 1926
- Laurent Tailhade, Lettres à sa mère 1874-1891, en 1926[3]
- Léonce Bénédite, De Nittis (Giuseppe De Nittis), en 1926
- Jules Romains, Europe (Poésie), illustré par Marcel Vidoudez, en 1928